# Neolamprologus cylindricus
Neolamprologus cylindricus és una espècie de peix de la família dels cíclids i de l'ordre dels perciformes endèmic del sud del llac Tanganyika (Àfrica oriental)
Els mascles poden assolir els 10,4 cm de longitud total.